# ایپانما (میناس گرایس)
ایپانما (به پرتغالی: Ipanema) یک منطقهٔ مسکونی در برزیل است که در میناز ژرایس واقع شده‌است. ایپانما ۲۰٬۰۰۰ نفر جمعیت دارد.